# Métro de Saint-Domingue
Le métro de Saint-Domingue, capitale de la République dominicaine, peuplée de plus de 4,23 millions d'habitants, comprend deux lignes d'une longueur totale de 28,4 kilomètres qui desservent 30 stations. Les travaux ont débuté en 2005 et la première ligne a été inaugurée  le 29 janvier 2009. La deuxième ligne dont les travaux ont commencé en 2009 a été inaugurée en deux temps : inauguration d'un premier tronçon le 1er avril 2013 et un prolongement de 3,6 kilomètres en août 2018.
Les lignes circulent en souterrain (24 stations sur 30) sauf à l'extrémité nord de la ligne 1 ou la voie est posée sur un viaduc. Le réseau est desservi par des rames de 3 voitures qui se succèdent en heure de pointe toutes les 90 secondes. Le réseau de métro de Saint Domingue fait partie d'un important plan national pour améliorer le transport dans cette ville et dans le reste du pays.

## Historique

### Le projet
C'est sous le gouvernement du président Leonel Fernández que débute le premier réseau de métro de République dominicaine, deuxième de la Caraïbe après le Tren Urbano de la zone métropolitaine de Porto Rico. En février 2005, le président Leonel Fernández demande au chef du bureau du métro (OPRET) de lancer les consultations et enquêtes préliminaires. Les appels d'offres de génie civil sont lancés et les entreprises sélectionnées sont annoncées en décembre. Les appels d'offres pour les lots systèmes sont lancés en décembre. La société française Alstom est sélectionnée pour la fabrication du matériel roulant, soit 17 trains de trois véhicules, en mars 2006. Alstom annonce en juin avoir signé le contrat de 92,5 millions d'euros pour la fourniture de 19 trains de trois véhicules. Le consortium Thales-Siemens annonce en octobre 2006 leur sélection pour les autres lots système de la ligne 1. Siemens se charge de la gestion du projet, de la signalisation et des systèmes de sûreté, de la protection automatique des trains, du système de commande des opérations et de l’électrification qui comprend les sous-stations de traction et une ligne de contact aérienne de 1500 Vcc. Thales fournit les systèmes de supervision, soit le contrôle de station et un poste de commande centralisé, les télécommunications et la solution SCADA, le contrôle d’accès en station et la billettique sans contact.
Le coût du métro est annoncé à 195 millions US$ en 2006, réévalué à 550 millions US$ en 2007, à 725 millions US$ en 2008 (50 millions US$ / km), officiellement annoncé à 699 millions US$ en janvier 2009. Une partie importante du financement provient de prêts,.
L'objectif du projet est de réduire la congestion du trafic routier et celle du réseau de transport public, inefficace et désorganisé, ainsi que de limiter la pollution de l'air. La première ligne a pour but de remédier à la congestion du trafic des avenues Máximo Gómez et Sœurs Mirabal. Le trafic du métro doit venir les autres modes de transport public. La prévision estimée de fréquentation est de 200 000 passagers par jour.
En septembre 2007, le président Leonel Fernández annonce que les stations de métro seront nommées en l'honneur des personnes importantes de l'histoire de la République dominicaine.

### Construction du réseau

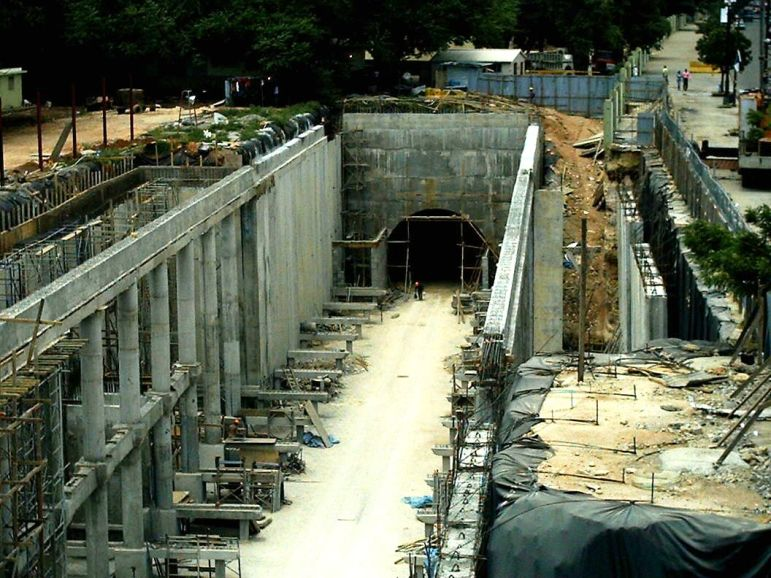
Construction de la ligne 1 (2004).

Les travaux de la ligne 1 commencent en novembre 2005. Les travaux effectués permettent également d'améliorer le drainage pluvial des quartiers traversés. Les premiers véhicules arrivent sur le site en janvier 2008. Les tests finaux en ligne ont lieu en février 2008, sous la supervision de techniciens du métro de Madrid. Le directeur de l'OPRET Diandino Peña annonce alors officiellement les noms des stations. La cérémonie d'inauguration se déroule le 17 février 2008, le service commercial de la ligne 1 débute le 30 janvier 2009.
La construction d'une seconde ligne est annoncée en août 2008. Les travaux de génie civil commencent en 2009, les premiers sondages ayant été effectués auparavant. Les prévisions de trafic de la ligne 2 sont de 270 000 passagers par jour. Un premier appel d'offres pour la construction et l'exploitation de la ligne 2 pendant 30 ans a été lancé en octobre 2009, mais invalidé en juillet 2010. À la suite des appels d'offres d'août 2010, en décembre Alstom a remporté un contrat de 101 M € pour la fourniture et maintenance de 15 trains Metropolis de trois voitures pour la première phase de la ligne 2 avec une option pour six autres trains. Alstom agrandit également les installations de maintenance à l'atelier existant. En décembre 2010 également, Eurodom, un consortium comprenant Siemens en chef de file, Thales, CIM-TSO et Sofratesa, a signé un contrat de 170 M € pour la fourniture des équipements électriques et mécaniques. La part de Siemens, d'une valeur de 72 M €, couvre les équipements d'automatisation, d'électrification y compris les sous-stations et la caténaire 1,5 kV cc. Thales fournit les communications, la supervision, la signalisation et le système de billetterie.
Un premier tronçon de 10,3 km de long et 14 stations est inauguré le 1er avril 2013. Les travaux d'une extension de la ligne 2, Eduardo Brito - Concepción Bona, en partie en tunnel, sont lancés à l'été 2013. La ligne est prolongée de 3,6 km et quatre stations en août 2018,,. Le nouveau tronçon baptisé 2B est parcouru à intervalle entre trains de 7 à 8 minutes. Six rames supplémentaires sont livrées pour faire face à l'augmentation de trafic,.
Début 2019, l'État dominicain a investi dans le projet (investissements directs et charges des emprunts) environ 1,3 milliard €.

### Un système controversé
Une partie de la population doutait de la pertinence de cet investissement se demandant si son prix rendrait ce mode de transport abordable. Les leaders de l'opposition politique ont également critiqué ce projet parce qu'ils estimaient qu'il allait engloutir les ressources du budget du Ministère de l'Éducation, de la santé publique, etc.. L'entrée en service et un fonctionnement conforme aux attentes a fait taire les critiques.
Malgré sa fréquentation attendue de 100 millions de passagers transportés et sa régularité constatée de 99,85%, le métro de Saint-Domingue, bien qu'ayant bénéficié d'investissements énormes, n'a pas réglé le problème des transports dans la capitale. Le métro ne couvre qu'une faible fraction de la demande de transports en commun d'une population en forte croissance : chaque jour 2,7 millions d'habitants de l'agglomération de Saint-Domingue utilisent un autre moyen de transport. Le réseau de bus utilise des véhicules peu efficaces, polluants et couteux, une situation qui n'a connu aucune évolution depuis 25 ans. Il était prévu initialement que les lignes de bus rabattent le trafic sur les lignes de métro, mais cela n'a pas été réalisé.

## Le réseau

Carte du réseau.

Le réseau du métro de Saint-Domingue comprend deux lignes d'une longueur totale de 28,4 kilomètres et dessert 30 stations. La majeure partie des lignes circulent en sous-sol ( Les rames circulent sur une voie normale et sont alimentées par  caténaire. Les deux lignes sont en correspondance à la station Juan Pablo Duarte. Toutes les stations sont construites pour pouvoir accueillir des rames de six voitures, en prévision d'une augmentation attendue du nombre de passagers.

### Ligne 1
La ligne 1, orientée nord-sud, dessert 16 stations et est longue de 14,5 km. Cinq stations sont surélevées, une au sol et dix sont souterraines. Les terminus de la ligne sont situés à Villa Mella au nord de la ville et La Feria au sud de celle-ci. Lors de la construction, on estimait la fréquentation de cette ligne à un maximum de 200 000 passagers par jour.
Section surélevée :
- Station Mamá Tingó à l'avenue des Sœurs Mirabal et l'avenue Charles de Gaulle, à Villa Mella
- Station Gregorio Urbano Gilbert (La Paz à l'avenue des Sœurs Mirabal, Sol de Luz)
- Station Gregorio Luperón (Los Cerros à l'avenue des Sœurs Mirabal, Buena Vista II)
- Station José Francisco Peña Gómez (Los Guaricanos à l'avenue des Sœurs Mirabal)
- Station Hermanas Mirabal (Parque Mirador Norte à l'avenue des Sœurs Mirabal)

Station au niveau du sol :
- Station Máximo Gómez (Isabela) (où se trouve le centre de contrôle des opérations)

Section souterraine :
- Station Los Taínos (Nicolas de Ovando à l'avenue Máximo Gómez)
- Station Pedro Livio Cedeño (Cimetière National à l'avenue Máximo Gómez)
- Station Peña Battle (Peña Battle à l'avenue Máximo Gómez) (Induban Coffee)
- Station Juan Pablo Duarte (John F. Kennedy à l'avenue Máximo Gómez) (correspondance avec la future ligne 2 est-ouest)
- Station Prof. Juan Bosch (27 de Febrero à l'avenue Máximo Gómez) (correspondance avec la future ligne 3 est-ouest)
- Station Casandra Damirón (Théâtre National) à l'avenue Máximo Gómez
- Station Joaquín Balaguer [Ministère de l'Éducation] près de l'avenue Máximo Gómez
- Station Amín Abel (Avenue Correa et Cidron à l'Université Autonome de Saint-Domingue – UASD)
- Station Francisco Alberto Caamaño Deñó (Correa et Cidron à l'avenue Abraham Lincoln)
- Station Centro de los Héroes (La Feria).

Art public
La station au Théâtre National comporte une grande mezzanine et contient des œuvres d'art représentant la culture dominicaine et l'art moderne. C'est également la ces de la station Centro de los Héroes.

### Ligne 2
La ligne deux, orientée est-ouest, comprend 18 stations et est longue de 13,9 km. Le premier tronçon entre Maria Montez et Eduardo Brito  est inauguré le 1er avril 2013. Elle est prolongée de 4 stations jusqu'à Concepcion Bona le 9 août 2018.

#### Le téléphérique de Santo Domingo
Depuis 2018, la ligne 2 du métro est en correspondance avec un téléphérique de la société Poma à la station Eduardo Brito.

## Équipements du réseau

### Matériel roulant

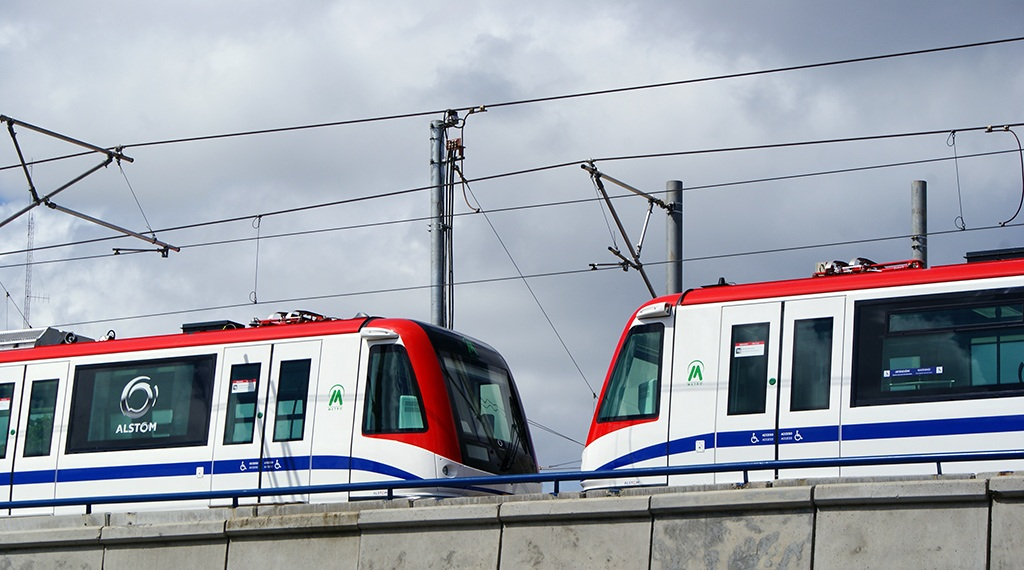
Deux rames Metropolis à l'arrêt

Alstom a fourni initialement 19 rames Alstom Metropolis 9000 (soit 57 voitures) venant de ses usines de Charleroi (traction-motorisation), du Creusot (bogies) et de Barcelone (construction des voitures et assemblage). La première rame est embarquée à Barcelone en décembre 2007 et arriva le 3 janvier 2008. Les rames conçues pour circuler sur écartement de voie normal disposent de la climatisation et de systèmes de vidéosurveillance et d'information aux passagers. Elles peuvent accueillir 617 passagers. Chaque rame est constituée de trois voitures dont deux motorisées comportant une cabine pour conducteur.
En décembre 2010, Alstom signe avec OPRET un contrat de 101 millions € pour la fourniture de 15 trains de trois véhicules pour la ligne 2 avec une option pour 6 trains supplémentaires. L'option est levé en 2015 pour l'extension de la ligne 2. Les premiers trains de l'option arrivent sur site en juillet 2018. Les derniers trains arrivent sur site en juin 2020.
La régie du métro dispose au total de 40 rames de trois véhicules.
L'augmentation du trafic en 2018/2019 impose une augmentation du nombre de trains. Un budget de 180 millions US$ a été affecté pour l'acquisition de 14 rames supplémentaires et le prolongement des quais de cinq stations de la ligne 1 de 60 mètres de manière à accueillir des rames de 6 voitures.

## Exploitation et fréquentation
Le métro de Saint-Domingue est exploité par l'OPRET Le métro fonctionne tous les jours de la semaine de 6 heures à 22 heures 30. En heure de pointe l'intervalle entre deux trains est de 1 minute 30 secondes. La vitesse commerciale est de 20 à 40 km/h.
Un tarif unique de 20 pesos dominicains (0,35 €) est appliqué en 2019 quel que soit le trajet. Ce tarif est resté inchangé depuis l'inauguration du métro 10 ans plus tôt.
Un an après la mise en service, la fréquentation quotidienne a été de 65 000 passagers, très inférieure aux prévisions, puis atteint 100 000 passagers par jour la seconde année.
En 2018 le métro de Saint-Domingue a transporté 89 millions de passagers (76 millions en 2017) avec un trafic moyen les jours ouvrés de 320 000 passagers. Les stations les plus fréquentées sont : sur la ligne 1 Mama Tingo (9,4 millions passagers/an), Centro de Los Héroes (7 millions), Amin Abel (4,7 millions) et Los Tainos (4 millions) ; sur la ligne 2 Duarte (8,8 millions), Eduardo Brito (3,8 millions), Pedro Mir (3,2 millions) et Ulises Francisco Espaillat (2,7 millions).
Au premier semestre 2020, le métro transporte environ 300 000 passagers quotidiennement.
Le cout de fonctionnement annuel du métro de Saint-Domingue est en 2018 de 4 milliards de pesos dominicains (69 millions €) et les revenus sont de 1,7 milliard de pesos (29,7 millions €).

## Lignes en projet
Un total de six lignes de métro est nécessaire selon le plan de transport Plan Maestro para el Ordenamiento del Transporte en Santo Domingo (Plan Principal pour l'Aménagement du Transport à Saint-Domingue). Ce plan principal fut conçu pour le réaménagement des voies de communication et est à réaliser en plusieurs phases depuis la première ligne de métro jusqu'à la réalisation de voies souterraines qui suivent les artères principales de la ville. Le plan prévoit également la couverture complète du territoire national par un réseau de transport en commun.